# Franklin Pierce
Franklin Pierce (ur. 23 listopada 1804 w Hillsborough, zm. 8 października 1869 w Concord) – 14. prezydent Stanów Zjednoczonych w latach 1853–1857.

## Młodość i edukacja
Franklin Pierce urodził się 23 listopada 1804 w Hillsborough, jako syn generała Benjamina Pierce’a i jego drugiej żony. Uczęszczał do szkoły w Hancock i Francetown. Następnie podjął studia w Bowdoin College, który ukończył 1 września 1824. Trzy lata później uzyskał prawo do prowadzenia samodzielnej praktyki prawniczej.

## Kariera polityczna
W 1828 roku został członkiem legislatury stanowej New Hampshire i był nim do 1832, kiedy to został wybrany do Izby Reprezentantów. Po pięciu latach został wybrany do Senatu, gdzie zasiadał do 1842 roku, kiedy to zrezygnował z mandatu ze względu na stan zdrowia i osiadł w Concord.
Był aktywny w Partii Demokratycznej, co zaowocowało propozycją objęcia stanowiska prokuratora generalnego w gabinecie Jamesa Polka w 1846. Pierce jednak odmówił, a rok później zaciągnął się do wojska. Brał aktywny udział w wojnie z Meksykiem i w ciągu dwóch miesięcy awansował na generała brygady. Z wojska wystąpił wiosną 1848.
Po powrocie do New Hampshire, odmówił ponownego objęcia mandatu senatora, jak również zostania gubernatorem stanowym. Wziął jednak udział w konwencji Partii Demokratycznej, przygotowującej się do wyborów prezydenckich w 1852 roku. Nie miał zamiaru startować w wyborach, ale ponieważ nie można było wyłonić nominacji, potrzeba było kompromisowego kandydata. W 49. głosowaniu nominację prezydencką otrzymał Pierce, a na wiceprezydenta – William R. King. Zwyciężył w głosowaniu powszechnym i otrzymał 254 głosy w Kolegium Elektorów (ok. 85.8%), wobec 27 głosów (ok. 14,2%) dla kandydata wigów, generała Winfielda Scotta.

## Prezydentura
Jedną z pierwszych spraw jaką zajął się Pierce po objęciu fotela prezydenckiego, był rozwój infrastruktury. Planowano budowę transkontynentalnej trasy kolejowej, która miała przebiegać na północy kraju (zwolennikami tego byli abolicjoniści i przemysłowcy) lub na południu (pomysł popierali plantatorzy i zwolennicy niewolnictwa). Sekretarz wojny, Jefferson Davis, popierający pomysł budowy na południu, wysłał do Meksyku posła Jamesa Gadsdena, mającego kupić ziemie ułatwiające budowę. Gadsden przybył do Meksyku w sierpniu 1853 i rozpoczął rokowania z nowo wybranym prezydentem Santa Anną. Ponieważ Meksyk pilnie potrzebował pieniędzy, szybko zgodził się sprzedać Kalifornię Dolną za 15 milionów dolarów. Kiedy odpowiednia ustawa została złożona do Senatu, napotkała spory opór i zgłoszono do niej liczne poprawki, m.in. zmniejszające kwotę odstępnego do 10 milionów. Santa Anna wyraził jednak zgodę na taką sumę. Koła związane z przemysłem nalegały jednak na budowę trasy na północy – senator Stephen Douglas chciał, by przebiegała ona przez obszar Wielkich Prerii. Zaproponował, by na tym terytorium ustanowić stan Nebraska. Takie rozwiązanie zburzyło by jednak „kompromis 1850 roku”, dotyczący kwestii niewolnictwa. Wobec takiej sytuacji Pierce postanowił utworzyć dwa terytoria: Nebraskę (wolną od niewolnictwa) i Kansas (praktykujące niewolnictwo). Sytuacja ta doprowadziła do jeszcze większych antagonizmów – na północy zarzucano prezydentowi, że popiera niewolnictwo, pomimo że sam pochodzi ze stanów północnych, natomiast w samym Kansas utworzyły się dwie legislatury stanowe – abolicjonistyczna i sympatyzująca z Południem.
W zakresie polityki zagranicznej Franklin Pierce musiał rozwiązać konflikt z Wielką Brytanią, dotyczący połowu ryb wokół Kanady. Latem 1854 do USA przybył poseł brytyjski James Bruce, który prowadził negocjacje z sekretarzem stanu Williamem Marcy’m. Rokowania zakończy się podpisaniem traktatu, umożliwiającego wolny połów zarówno statków amerykańskich, jak i kanadyjskich. Ponadto umożliwiono wzajemną żeglugę na Rzece Świętego Wawrzyńca i jeziorze Michigan, a także obniżono cła protekcyjne. Układ został podpisany i przegłosowany jeszcze w 1854 i miał obowiązywać przez minimum 10 lat, jednak Stany Zjednoczone wypowiedziały go w 1863.
W maju 1855 roku William Walker zorganizował wyprawę do Nikaragui, aby ustanowić tam rząd i następnie stworzyć Federację Państw Ameryki Środkowej i Kuby. Rząd Pierce’a poparł Walkera, co spowodowało napięcie w stosunkach amerykańsko-brytyjskich i sprzeciw abolicjonistów, obawiających się, że Walker przyłączy do USA kolejne stany niewolnicze.
Pierce był kolejnym prezydentem zainteresowanym aneksją lub kupnem Kuby. Do negocjacji z rządem hiszpańskim został oddelegowany poseł w Madrycie, Pierre Soulé. W tym czasie, w Hawanie miał także miejsce incydent związany ze statkiem „Black Warrior”, co znacznie ochłodziło stosunki amerykańsko-hiszpańskie. Po zmianie rządu w Hiszpanii, w sierpniu 1854, Soule spotkał się z posłem w Paryżu, Johnem Masonem i posłem w Londynie, Jamesem Buchananem. Ich spotkanie zostało zwieńczone opublikowaniem tzw. „manifestu ostendzkiego”, podpisanego w dniach 9-11 października 1854 w Akwizgranie. Manifest ten zawierał listę korzyści dla Stanów Zjednoczonych i Hiszpanii, wynikającej ze sprzedaży Kuby, którą wycenili na 120 milionów dolarów. Jeden z punktów mówił także, że jeśli Hiszpanie nie zechcą odstąpić Kuby, należy ją zająć siłą. Wobec takiego stanowiska, poseł Soule został odwołany z Madrytu, a jego następca pokojowo doprowadził negocjacje do końca i rozwiązał konflikt z okrętem Black Warrior.
Za czasów jego prezydentury wszedł w życie Traktat z Kanagawy, dotyczący porozumień handlowych i morskich z Japonią. Pierce mianował tam pierwszego konsula generalnego – Townsenda Harrisa. Prezydent był także zainteresowany zakupieniem Hawajów, jednak obawiając się sprzeciwu mocarstw europejskich, zaniechał tego pomysłu.
Franklin Pierce starał się także uzyskać nominację swojej partii w wyborach prezydenckich w 1856, aby pozostać na stanowisku na drugą kadencję. Jednak jego działania przy okazji powołania stanów Nebraska i Kansas znacznie osłabiły jego pozycję polityczną i pozbawiły wpływów, co spowodowało, że nominację uzyskał James Buchanan.

## Emerytura i śmierć
Po ustąpieniu ze stanowiska, Pierce wybrał się na dwuletnią podróż do Europy. Po powrocie zdecydowanie sprzeciwiał się polityce prezydenta Lincolna i idei wojny domowej, przez co w kręgach politycznych był traktowany z ostracyzmem. Zmarł 8 października 1869 i został pochowany w Concord.

## Życie prywatne
W 1834 roku Franklin Pierce poślubił córkę pastora Jane Means Appleton. Para miała trzech synów, lecz żaden z nich nie dożył wieku dorosłego.